# 2019 au Pakistan
Cet article présente les faits marquants de l'année 2019 au Pakistan.

## Évènements
- À partir du 14 février : confrontation indo-pakistanaise de 2019.
- 26 février : bombardement de Balakot par la force aérienne indienne.
- 24 septembre : un séisme de magnitude 5.2, dont l'épicentre était à une vingtaine de kilomètres de la ville de Jhelum dans l'est du Pakistan - zone déjà touchée par des inondations au moment où le séisme s'est produit - provoque 38 morts et 300 blessés[1].